# George Chigas
George Chigas là một nhà văn và học giả Mỹ. Ông là Phó Giám đốc Chương trình diệt chủng người Campuchia tại trường Đại học Yale. Đồng thời là người hoàn thành bản dịch tiếng Anh cuốn tiểu thuyết thể thơ Truyện Tum Teav của Campuchia, và là đồng tác giả với Susan Cook trong tác phẩm "Đưa Khmer Đỏ ra xét xử", được đăng trên tờ Bangkok Post vào ngày 31 tháng 10 năm 1999.
Chigas đã lên tiếng như một nhà bình luận chính trị về các tội ác của Khmer Đỏ diễn ra tại Campuchia trong thập niên 1970. Ông là giáo sư trong ban nghiên cứu văn hóa tại trường Đại học Massachusetts Lowell.